# Lac Bacqueville
Lac Bacqueville är en sjö i Kanada.   Den ligger i regionen Nord-du-Québec i provinsen Québec, i den östra delen av landet, 1 400 km norr om huvudstaden Ottawa. Lac Bacqueville ligger 202 meter över havet. Arean är 185 kvadratkilometer. 
Omgivningarna runt Lac Bacqueville är i huvudsak ett öppet busklandskap. Trakten runt Lac Bacqueville är nära nog obefolkad, med mindre än två invånare per kvadratkilometer.